# 3-я понтонно-мостовая бригада
3-я понтонно-мостовая бригада — соединение инженерных войск Красной Армии во время Великой Отечественной войны. Номер полевой почты — 18590.

## История
Бригада сформирована 5 февраля 1943 года на Ленинградском фронте в составе: управление бригады, рота управления и четыре (8-й, 12-й, 14-й и 18-й) моторизированных понтонно-мостовых батальона.

### Боевой путь
Боевое крещение бригада получила в Мгинской наступательной операции. С осени 1943 года на Воронежском фронте, который в октябре был переименован в 1-й Украинский фронт. В его составе участвовала в Киевской, Проскуровско-Черновицкой, Львовско-Сандомирской, Берлинской и Пражской наступательных операциях.

3 апреля 1944 года за отличие в боях по освобождению города Проскуров приказом ВГК № 078 бригаде присвоено почетное наименование Проскуровская.

Указами президиума Верховного Совета СССР бригада награждена:

1 сентября 1944 года орденом Красного Знамени,

4 июня 1944 года орденом Богдана Хмельницкого II степени,

6 апреля 1945 года орденом Красной Звезды.
С момента формирования и до конца войны бригадой командовал полковник, с 1944 года генерал-майор инженерных войск Н. В. Соколов.

## Отличившиеся воины
За годы войны 4208 воинов бригады были награждены орденами и медалями, а шесть человек стали Героями Советского Союза:
- Белимбаев, Закария — красноармеец, понтонёр 18-го отдельного понтонно-мостового батальона.
- Борисов, Михаил Павлович — ефрейтор, командир отделения 18-го отдельного моторизированного понтонно-мостового батальона. Указ Президиума Верховного Совета СССР от 10 апреля 1945 года.[2]
- Еманов, Алексей Иванович — сержант, командир отделения 8-го отдельного моторизированного понтонно-мостового батальона. Указ Президиума Верховного Совета СССР от 10 апреля 1945 года.
- Максютов, Сергей Павлович — красноармеец,понтонёр 18-го отдельного моторизированного понтонно-мостового батальона. Указ Президиума Верховного Совета СССР от 10 апреля 1945 года (посмертно).
- Соколов, Николай Васильевич — полковник, командир бригады. Указ Президиума Верховного Совета СССР от 23 сентября 1944 года.
- Чабунин, Иван Фёдорович — майор, командир 18-го отдельного моторизированного понтонно-мостового батальона. Указ Президиума Верховного Совета СССР от 10 апреля 1945 года.
- Чекмасов, Василий Степанович — старший сержант, командир отделения 18-го отдельного моторизированного понтонно-мостового батальона. Указ Президиума Верховного Совета СССР от 10 апреля 1945 года (посмертно).

### Полное почётное наименование
В конце войны полное наименование бригады звучало как: 3-я понтонно-мостовая Проскуровская Краснознамённая орденов Богдана Хмельницкого и Красной Звезды бригада. Входившие в состав бригады батальоны имели следующие почётные наименования:
- 8-й моторизованный понтонно-мостовой Станиславский орденов Суворова и Александра Невского батальон;
- 12-й моторизованный понтонно-мостовой ордена Кутузова батальон;
- 14-й моторизованный понтонно-мостовой ордена Богдана Хмельницкого батальон;
- 18-й моторизованный понтонно-мостовой Черновицкий ордена Красной Звезды батальон.

### После войны
В мае 1946 года 3-я понтонно-мостовая бригада была переформирована в 34-й понтонно-мостовой полк, в феврале 1948 года — в 512-й понтонно-мостовой батальон, который через два месяца был переименован в 519-й понтонно-мостовой батальон. В августе 1953 года батальон был переформирован в 59-й понтонно-мостовой полк, затем в августе 1960 года — в 408-й понтонно-мостовой батальон. В мае 1992 года батальон был переформирован в 6045-ю базу хранения вооружения и техники инженерных войск, затем в 1993 году — в 214-ю инженерно-сапёрную бригаду, в 1998 году — в 10-й инженерно-сапёрный полк, затем в 2000 году — вновь в 214-ю инженерно-сапёрную бригаду.

## Память
В честь воинов бригады в районе посёлка им. Морозова на правом берегу Невы установлен обелиск Славы. На Украине на бывшем Букринском плацдарме у села Григоровка установлен памятник «Понтон».